# Obervogteiamt Meersburg
Das Obervogteiamt Meersburg war in napoleonischer Zeit eine Verwaltungseinheit im Südosten des Landes Baden. Es bestand von 1807 bis 1810.

## Geschichte

Blick auf Meersburg um 1800, von Johann Heinrich Bleuler

Zu Zeiten des Heiligen Römischen Reiches hatte sich ein vom nördlichen Ufer des Bodensees in den angrenzenden Linzgau reichendes Gebiet herausgebildet, das unter der kirchlichen Herrschaft des Hochstifts Konstanz stand. Sein Hauptort war Meersburg, seit 1526 Residenzstadt des Hochstifts. Infolge des Reichsdeputationshauptschlusses 1803 wurden Stadt und Umgebung der badischen Landeshoheit unterstellt. Dessen Regierung bildete daraus die Obervogtei Meersburg.
Im Sommer 1807 wurde die Obervogtei aufgelöst, aus ihr ging das Obervogteiamt Meersburg hervor, dem noch der, infolge der Rheinbundakte zu Baden gekommene Ort Hagnau zugeteilt wurde. Im Rahmen der Verwaltungsstruktur des Landes wurde es der Provinz des Oberrheins, auch Badische Landgrafschaft genannt, zugeordnet. Der mit der Leitung, unter dem Titel eines Hofrats, beauftragte Georg Leopold Schlemmer war zuvor in gleicher Funktion bei der Obervogtei tätig. Vor 1803 hatte er in Diensten des Hochstifts gestanden.
Im Dezember 1807 wurde dem Obervogteiamt die Aufsicht über die standesherrschaftlichen Ämter Salem und eines Teils von Heiligenberg zugewiesen. In diesem Sinne kamen im Februar 1809 kamen noch die, infolge eines Ende 1808 mit dem Königreich Württemberg geschlossenen Staatsvertrages zu Baden gekommenen Orte Tepfenhard und Adelsreute sowie der bis dahin strittige Anteil an Urnau hinzu. In Umsetzung des Novemberedikts von 1809 wurde Anfang 1810 die Verbindung mit Salem und Heiligenberg aufgehoben, alle drei Ämter unterstanden nun unmittelbar dem neu errichteten Seekreis, zugleich entstand aus dem Obervogteiamt das Amt Meersburg.

## Weitere Entwicklung
Das Amt Meersburg wurde 1813 in das Bezirksamt Meersburg umgewandelt. 1857 wurde es aufgelöst und dem Bezirksamt Überlingen zugeteilt. Aus diesem ging 1939 der Landkreis Überlingen hervor. Bei der Kreisreform 1973 kamen Meersburg und Umgebung zum Bodenseekreis.